# Sigmella philippinensis
Sigmella philippinensis är en kackerlacksart som beskrevs av Roth, L. M. 1991. Sigmella philippinensis ingår i släktet Sigmella och familjen småkackerlackor.
Artens utbredningsområde är Filippinerna. Inga underarter finns listade i Catalogue of Life.